# Słobódka Bołszowiecka
Słobódka Bołszowiecka – wieś na Ukrainie, w rejonie halickim, w obwodzie iwanofrankowskim, nad Gniłą Lipą, położona na zachód od Bołszowiec.
W II Rzeczypospolitej wieś należała do gminy Bołszowce w powiecie rohatyńskim, województwie stanisławowskim. W 1931 r. liczyła prawie 700 mieszkańców. 
5 lutego 1944 oddział UPA dokonał masakry 36 mieszkańców narodowości polskiej.
Okupant niemiecki wszczął śledztwo w związku z ukraińską zbrodnią na Polakach w Słobódce Bołszowieckiej oraz podobnym napadem w sąsiednich Bołszowcach, który miał miejsce 29 lutego 1944 roku. 8 marca do obu miejscowości przyjechali funkcjonariusze Kripo, na których nacjonaliści ukraińscy urządzili zasadzkę. Zginęło czterech policjantów - Niemiec i trzech Polaków. Zabicie funkcjonariuszy skutkowało niemieckim odwetem w postaci pacyfikacji Bołszowców i Słobódki Bołszowieckiej. W Słobódce Bołszowieckiej Niemcy zabili 48 lub 49 Ukraińców i spalili 112 budynków.